# عبد الله الظنحاني
عبد الله سعيد محمد الظنحاني (مواليد 13 أغسطس 1994) لاعب كرة قدم إماراتي يجيد اللعب في الدفاع يلعب حالياً في نادي الذيد.
كانت بداياته مع نادي العروبة و انتقل إلى الوحدة عام 2017 و أعاره الوحدة إلى نادي الإمارات ونادي الفجيرة ونادي دبا الفجيرة ونادي مسافي ونادي الذيد.